# Plug Power
Plug Power Inc. è una società americana impegnata nello sviluppo di sistemi di celle a combustibile a idrogeno che sostituiscono le batterie convenzionali in apparecchiature e veicoli alimentati da elettricità. La società ha sede a Latham, e dispone di strutture a Spokane e Rochester.
Il sistema GenDrive di Plug Power integra celle a combustibile prodotte sia da Plug Power che da Ballard Power Systems e incorpora un sistema di stoccaggio dell'idrogeno che consente al sistema di "ricaricarsi" in pochi minuti rispetto alle diverse ore delle batterie al piombo. Ciò consente ai carrelli elevatori alimentati ad idrogeno di funzionare con una potenza costante e continua rispetto alle batterie convenzionali, che subiscono un "calo" di potenza quando la batteria si scarica. Le unità GenDrive occupano lo stesso spazio delle batterie tradizionali.

## Storia
Plug Power è stata fondata nel 1997 come joint venture tra DTE Energy e Mechanical Technology Inc. La società è stata quotata in borsa nell'ottobre 1999. La società è stata oggetto di una denuncia collettiva da parte degli azionisti per frode sui titoli a seguito dell'IPO per dichiarazioni presumibilmente fuorvianti sulle capacità della tecnologia delle celle a combustibile e sul suo rapporto materiale di vendita e distribuzione con General Electric. Il 29 dicembre 2004, la società ha risolto la questione con la somma di 5 milioni di dollari pagata dai direttori della società Plug Power ai querelanti.
Nel febbraio 2020 l'azienda ha introdotto i motori a celle a combustibile Progen 125 kW per camion di classe 6, 7 e 8 e attrezzature fuoristrada pesanti. Nel gennaio 2021 SK Group, un'importante azienda sudcoreana, ha annunciato un investimento di 1,5 miliardi di dollari in Plug Power per una quota di circa il 10%. I due formeranno una joint venture in Corea del Sud per fornire prodotti di celle a combustibile a idrogeno ai mercati asiatici. Nel gennaio 2021 l'azienda ha firmato un memorandum d'intesa con la casa automobilistica francese Renault. L'accordo lancerebbe una joint venture in Francia entro la fine di giugno 2021.
Il 2 marzo 2021 Plug Power ha presentato una notifica di tardiva presentazione alla Securities and Exchange Commission degli Stati Uniti, affermando di non poter presentare tempestivamente la sua relazione annuale per il periodo terminato il 31 dicembre 2020. Il 16 marzo 2021, la società ha annunciato che avrebbe dovuto riformulare i rendiconti finanziari per gli anni fiscali 2018 e 2019, nonché alcuni recenti documenti trimestrali. È oggetto di un'azione legale collettiva in corso da parte degli azionisti per frode sui titoli per presunte false dichiarazioni e per mancata divulgazione della sua incapacità di presentare tempestivamente la relazione annuale 2020, oltre a debolezze sostanziali nei suoi controlli interni sulla rendicontazione finanziaria. Il 30 agosto 2023 ha accettato di pagare una multa civile di 1,25 milioni di dollari per risolvere le accuse della SEC in merito alle carenze di rendicontazione finanziaria, di contabilità e di controllo.